# Labus triangularis
Labus triangularis är en stekelart som beskrevs av Giordani Soika. Labus triangularis ingår i släktet Labus och familjen Eumenidae. Inga underarter finns listade i Catalogue of Life.